# Comrades (gruppo musicale)
I Comrades sono stati un gruppo grindcore formatosi a Roma, nel 1997.